# Rain (Madonna)
Rain is een nummer van de Amerikaanse zangeres Madonna uit 1993. Het is de vijfde single van haar vijfde studioalbum Erotica.
Het nummer is een ballad, die gaat over hoe regen het effect van liefde kan versterken, en hoe het water de pijn weg kan wassen. "Rain" werd in diverse landen een hit. Het haalde de 14e positie in de Amerikaanse Billboard Hot 100. In de Nederlandse Top 40 haalde het nummer een bescheiden 36e notering, en in de Vlaamse Radio 2 Top 30 haalde het de 25e positie.